# Ferruccio Scattola

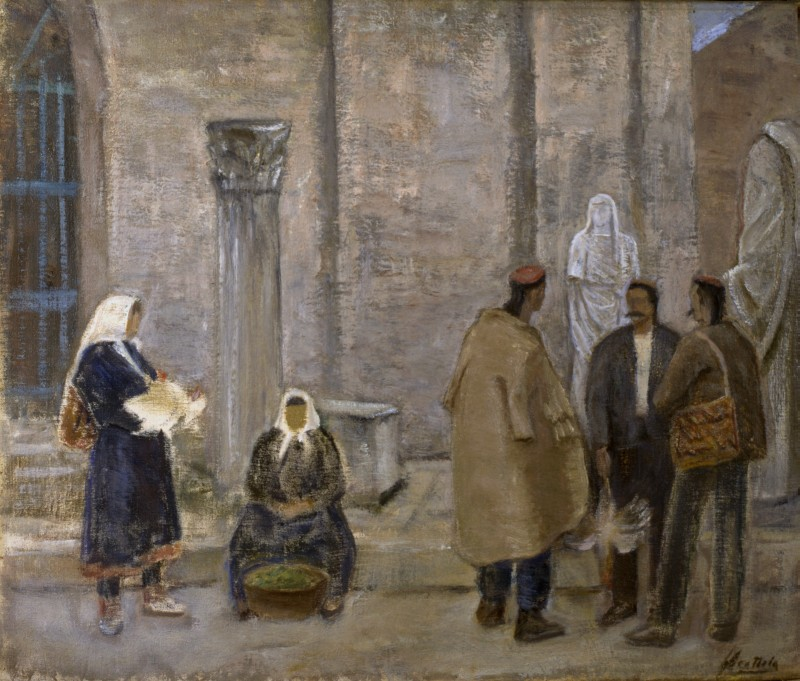
Auf dem Markt von Zara, um 1942

Ferruccio Scattola (* 15. September 1873 in Venedig; † 1950 in Rom) war ein italienischer Maler.
Scattola begann im Alter von 17 Jahren als Autodidakt zu malen. Zwischen 1897 und 1914 und nach dem Krieg von 1922 bis 1932 stellte er regelmäßig Werke bei der Biennale di Venezia aus. 1922 war er mit drei Werken bei der Primaverile Fiorentina vertreten. Bei der Biennale 1924 wurde sein Werk in einer Einzelausstellung präsentiert. Gemälde Scattolas befinden sich in den Sammlungen der Galleria d’Arte Moderna Rom, der Galleria d’Arte Moderna Mailand, der Galleria d’Arte Moderna Ricci Oddi Piacenza, des Museo Stampalia Venedig und des Museo Marangoni Udine.